# Pil & Liv
Pil & Liv er en folkpop-duo fra Århus, Danmark, der består af de to søstre Pil (guitar, ukulele og vokal) og Liv Clausen (guitar, glockenspiel og vokal). De er begge søstre til sangerinden Freya Christine Clausen, som i 90'erne slog igennem med hittet "Yellow Ladybird". De udgav d. 26. marts 2012 deres debutalbum Hangovers, som blev taget godt imod af danske kritikere og anmeldere. Duoen har turneret rundt i Danmark med bl.a. Thomas Buttenschøn og Ida Gard.

## Diskografi
- Hangovers